# El Desengaño, Catazajá
El Desengaño är en ort i Mexiko.   Den ligger i kommunen Catazajá och delstaten Chiapas, i den sydöstra delen av landet, 800 km öster om huvudstaden Mexico City. El Desengaño ligger 11 meter över havet och antalet invånare är 146.
Terrängen runt El Desengaño är platt. Havet är nära El Desengaño åt nordost. Runt El Desengaño är det ganska glesbefolkat, med 34 invånare per kvadratkilometer. Närmaste större samhälle är Catazajá, 6,0 km öster om El Desengaño. Omgivningarna runt El Desengaño är en mosaik av jordbruksmark och naturlig växtlighet.